# Нгамия (месторождение)
Нгамия, англ. Ngamia — нефтяное месторождение в Кении, расположено на северо-западе, в округе Туркана провинции Рифт-Валли. Открыто в 26 марте 2012 году. Месторождение Нгамия расположено в блоке 10BB.
Мощность нефтеносного горизонта определена в 20 м. Плотность нефти — 30° API. Глубина залегания продуктивных пластов находится на 2700-2800 м.
Оператором блока 10ВВ является англо-ирландская нефтяная компания Tullow Oil (50 %). Другим участником проекта являются канадская нефтяная компания Africa Oil Corp. (50 %).